# 1089년

## 연호
- 북송(北宋) 원우(元祐) 4년
- 요(遼) 대안(大安) 5년
- 일본(日本) 간지(寛治) 3년
- 서하(西夏) 천의치평(天儀治平) 4년
- 리 왕조(李朝) 꽝흐우(廣佑) 5년

## 기년
- 고려(高麗) 선종(宣宗) 6년
- 북송(北宋) 철종(哲宗) 4년
- 요(遼) 도종(道宗) 35년
- 서하(西夏) 숭종(崇宗) 4년
- 리 왕조(李朝) 인종(仁宗) 18년

## 사건
- 회경전에 13층 금탑을 세우고, 인예왕후의 청에 따라 천태종(天台宗)의 중심사찰인 국청사를 짓게 하였다.